# Plaine-Haute
Plaine-Haute è un comune francese di 1 383 abitanti situato nel dipartimento delle Côtes-d'Armor nella regione della Bretagna.

## Società

### Evoluzione demografica
Abitanti censiti